# Avraham Ravic
Avraham Ravic (hebrejsky: אברהם רביץ, žil 13. ledna 1934 – 26. ledna 2009) byl izraelský politik a bývalý poslanec Knesetu za stranu Sjednocený judaismus Tóry.

## Biografie
Narodil se v Tel Avivu. Absolvoval školu rabínských studií v Hebronu. Sloužil v jednotkách Lechi a pak v izraelské armádě. Hovořil jidiš a anglicky.

## Politická dráha
V izraelském parlamentu zasedl po volbách do Knesetu v roce 1988, ve kterých kandidoval za stranu Degel ha-Tora. Působil ve výboru pro ústavu, právo a spravedlnost, výboru finančním a výboru pro vzdělávání a kulturu. Znovu byl zvolen ve volbách do Knesetu v roce 1992, nyní již za střechovou organizaci Sjednocený judaismus Tóry, do které se zapojila Degel ha-Tora. Mandát získal ovšem až jako náhradník poté, co několik dnů po volbách rezignoval poslanec Jicchak Perec. V Knesetu pracoval jako člen výboru pro jmenování rabínských soudců, výboru pro imigraci a absorpci, výboru pro ústavu, právo a spravedlnost, výboru pro drogové závislosti, výboru pro televizi a rozhlas a výboru pro vzdělávání a kulturu. Mandát obhájil ve volbách do Knesetu v roce 1996. Po nich se v Knesetu zapojil jako člen do činnosti výboru pro jmenování rabínských soudců a předsedal finančnímu výboru.
Znovu se stal poslancem i po volbách do Knesetu v roce 1999. Stal se tehdy místopředsedou Knesetu a byl členem výboru pro ústavu, právo a spravedlnost, výboru pro ekonomické záležitosti, výboru pro zahraniční záležitosti a obranu a výboru pro jmenování rabínských soudců. Zasedal ve vyšetřovací komisi pro dohledání a restituci majetku obětí holokaustu. V Knesetu zůstal i po volbách do Knesetu v roce 2003. Opět se podílel na činnosti komise pro dohledání a restituci majetku obětí holokaustu. Jako člen zasedal ve výboru pro ekonomické záležitosti a výboru pro ústavu, právo a spravedlnost. Naposledy byl zvolen ve volbách do Knesetu v roce 2006. Pracoval coby člen výboru práce, sociálních věcí a zdravotnictví a výboru pro zahraniční záležitosti a obranu.
Zemřel během funkčního období 26. ledna 2009. Na několik zbývajících týdnů do voleb jej nahradil Jehošua Menachem Pollack.
Zastával i vládní posty. V letech 1990–1992 byl náměstkem ministra bydlení a výstavby. V období let 2001–2003 zastával funkci náměstka ministra školství a v letech 2005–2006 náměstka ministra sociální péče a sociálních služeb.